# マルコ・ステファネッリ
マルコ・ステファネッリ（Marco Stefanelli、1955年 - ）はイタリアの映画俳優、スタントマン、アクション監督。ラツィオ州ローマ出身。

## キャリア
マカロニ・ウェスタンの名スタントマンで個性的な脇役俳優でもあったベニート・ステファネリィの息子である。
映画界でのキャリアの最初は子役俳優としてで、父親が出演したマカロニ・ウエスタン『必殺の二挺拳銃』（1967年）やフェデリコ・フェリーニ監督やロジェ・ヴァディム監督が参加したオムニバス映画『世にも怪奇な物語』（1968年）のルイ・マル監督が担当した挿話でのアラン・ドロンの少年時代役で出演した。
その後は主にアクション映画のアクションを要する脇役あるいは端役俳優として出演する傍ら、スタントマンとして活動を開始し、近年の2021年迄の活動履歴がある。また、スタントマン、スタント・コーディネーターのみならず、擬斗、殺陣、馬術指導、武器指導も担当することもあり、ロジャー・コーマン監督がイタリアで撮影したイギリス映画『フランケンシュタイン/禁断の時空』（1990年）では馬車指導を担当し、ミケーレ・ソアヴィ監督の『デモンズ3』（1988年）では劇中に登場する動物を手配する係を務めた。
スタント界の親子鷹
父親のベニートとは幾本かの作品で共演しており、俳優としては『空手アマゾネス』（1973年）、『ピューマ・マン』（1980年）等がある。また、マカロニ・ウエスタンでは思いの外共演作が少なく、白い牙物でマウリツィオ・メルリ主演の『白い牙の救出』（1975年/未ソフト化）やボクサーのカルロス・モンソン主演の『エル・マッチョ』（1977年/未ソフト化）と言った具合に異色作があるのみである。
スタントマンとしてはリチャード・ドナー監督の『レディホーク』（1985年）等があり、ドイツのヴェルナー・ヘルツォーク監督の『コブラ・ヴェルデ』（1987年）ではスタント・コーディネーターを父子で務めた。
国際舞台への進出
父親のベニートの功績を超えられないでいるが、前述の『レディホーク』や『コブラ・ヴェルデ』の他にも合作映画や巨匠、名匠監督の作品にも参加した。主なものにマーティン・スコシージ監督の『最後の誘惑』（1988年）やリリアーナ・カヴァーニ監督の『フランチェスコ』（1989年）、ジョン・フランケンハイマー監督の『イヤー・オブ・ザ・ガン』（1991年）がある。
近年はジェラール・ドパルデュー主演のTVミニ・シリーズ『巌窟王/モンテ・クリスト伯』（1998年）、モロッコで撮影された『プリンス・オブ・ペルシャ/時間の砂』（2010年）、ポーランド映画『愛は、365の日々で』（2020年）と言った話題作がある。
ポール・バーホーベン監督のフランス、ベルギー、オランダ合作の『ベネデッタ』（2021年）ではロケ地でもあるイタリア班のスタント・コーディネーターに起用された。映画の内容はレズビアンの尼僧を題材にした時代劇である。

## 出演

### フィルモグラフィ
- 『必殺の二挺拳銃』（1967年）
- 『世にも怪奇な物語』（1968年）
- 『空手アマゾネス』（1973年）
- 『アマゾネス対ドラゴン/世紀の激突』（1974年）
- 『ザ・シシリアン/復讐の挽歌』（1976年/未/ビデオ）
- 『E.T.と警官』（1979年/未/ビデオ）
- 『ピューマ・マン』（1980年）
- 『レディホーク』（1985年）（スタント）
- 『コブラ・ヴェルデ』（1987年）（スタント・コーディネーター）
- 『フランチェスコ』（1989年）